# Sanumá
El sanumá (ˈsænʊmə) és una llengua ianomami parlada a Veneçuela i el Brasil. També es coneix com Sanema, Sanima, Tsanuma, Guaika, Samatari, Samatali, Xamatari i Chirichano. Parlat per 4.612 persones a Veneçuela i 462 al Brasil. Uns 500 d'ells no són grups ètnics sanumá, sinó que són ianomami del nord. La majoria dels seus parlants a Veneçuela també parlen ye'kuana, també coneguda com a maquiritare, la llengua dels ye'kuanes, amb qui els sanumá viuen al llarg de la conca del riu Caura (Veneçuela).
El sanumá és una llengua aïllant.

## Història
Al llarg dels segles, els ianomami, originaris de la serralada Parima, s'han estès cap a les valls fluvials de les planes, tant al sud al Brasil, com al nord de Veneçuela. Els sanumà parlen un dels quatre idiomes que parlen els ianomami. És a les selves tropicals del nord i del sud de Veneçuela que els grups han viscut fins a fa poc temps. En els darrers 40 anys més o menys, el món occidental ha trucat a les seves portes buscant fusta i or.

## Dialectes
Alguns lingüistes identifiquen com a dialectes els Yanoma, Cobari, Caura, i Ervato-Ventuari a Veneçuela i Auaris al Brasil. Tots els dialectes són intel·ligibles mútuament. A Veneçuela, el sanumá es parla a la rodalia dels rius Caura i Ervato-Ventuari a Veneçuela, mentre que al Brasil es parla ala regió del riu Auari de Roraima.
Hi ha tres dialectes parlats a Roraima, Brasil:
- Awaris (2.955 parlants)
- Aracaçá (29 parlants)
- Hokomawä (180 parlants)